# Claude Anthelme Costaz
Pour les articles homonymes, voir Costaz.
Claude Anthelme Costaz (Champagne-en-Valromey, 1769 - Paris, 1858) est militaire dans l’armée des Alpes, haut-fonctionnaire en poste à la Commission d'agriculture au Ministère de l'Intérieur, chef de bureau puis de division des fabriques et des arts du Ministère des manufactures et du commerce en 1812. En disgrâce sous la Restauration. Il est à l’origine de l’institution des Conseils de prud’hommes. Secrétaire de la Société d'encouragement pour l'industrie nationale. Il est l’auteur d’ouvrages sur le commerce et l’industrie.

## Publications
- Mémoire sur les moyens qui ont amené le grand développement que l'industrie française a pris depuis vingt ans ; suivi de la législation relative aux fabriques, aux ateliers, aux ouvriers, et aux découvertes dans les arts, Paris, Firmin Didot, 1816
- Essai sur l'administration de l'agriculture, du commerce, des manufactures et des subsistances ; suivi de l'Historique des moyens qui ont amené le grand essor pris par les arts depuis 1793 jusqu'en 1815, Paris, Huzard, 1818
- De l'État actuel de la Banque de France et de la nécessité d'en modifier le régime et de diminuer son capital, Paris, Firmin Didot, 1828